# Colleen Young (femme politique)
Pour les articles homonymes, voir Young et Colleen Young.
Colleen Young est une femme politique provinciale canadienne de la Saskatchewan. Elle représente la circonscription de Lloydminster à titre de députée du Parti saskatchewanais depuis une élection partielle en 2014.

## Biographie
Réélue en 2016, elle siège au lloydminster Public School Board et au sénat de l'Université de la Saskatchewan.